# Emanuele Notarbartolo
Emanuele Notarbartolo, marquis di San Giovanni, né à Palerme le 23 février 1834, mort à Termini Imerese le 1er février 1893 est un aristocrate et homme politique italien.
Maire de Palerme puis directeur général de Banco di Sicilia, il est la première personnalité publique assassinée par la mafia sicilienne, et la seule jusqu'en 1971.

## Biographie

### Débuts
Emmanuele Notarbartolo est issu d'une vieille famille aristocratique, fidèle à la couronne des Deux-Siciles. Son père, Leopoldo, marquis de San Giovanni, marié à Maria Teresa, fille de son frère Filippo, prince de Sciara, est intendant de l'Abruzze citérieure, puis conseiller de la Grande Cour des Comptes.

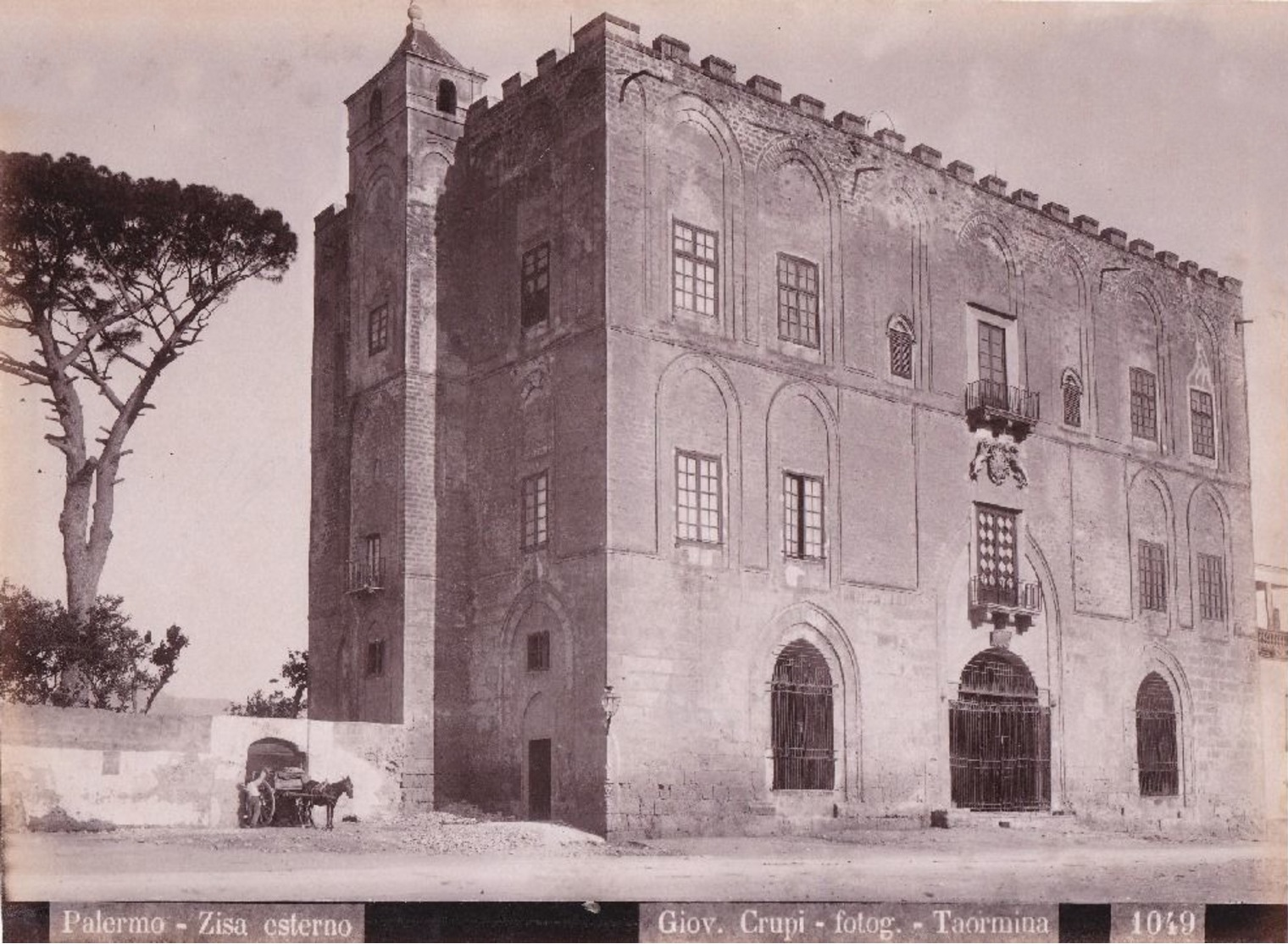
Le Palais de la Zisa à Palerme, photographié par Giovanni Crupi quelques années après les jeunes années qu'y a passé Emanuele Notarbartolo.

Quatrième d'une fratrie de six, orphelin à treize ans, il suit ses études à Palerme et Monreale chez les Jésuites et les Bénédictins, et habite dans une partie du Palais de la Zisa en ruine.
Alors que sa famille était plutôt favorable aux Bourbons, Notarbartolo est partisan du libéralisme modéré. Il quitte Palerme en 1857, rencontre les exilés siciliens Michele Amari et Mariano Stabile et s'installe à Florence et s'inscrit dans la droite historique. En 1859, il s'engage comme officier dans l'armée piémontaise puis rejoint les garibaldiens avec lesquels il se bat à Milazzo.
Il quitte l'armée en 1864 et épouse l'aristocrate Marianna Merlo.
Après la mort de Mariano Stabile, Notarbartolo appartient à la jeune génération qui prend la main sur la droite modérée palermitaine dirigée par le marquis Antonio di Rudinì, qui le nomme en 1865 assesseur à  la police urbaine et l'approvisionnement. En parallèle, il crée le journal libéral modéré Corriere Siciliano.
Après le soulèvement de Sette e mezzo de 1866 lors duquel Notarbartolo est aux côtés de Di Rudini, le parti clérical-régionaliste remporte les élections locales de 1868 et 1869, laissant dans l'opposition Notarbartolo qui investit dans sa ferme de Meldolilla, près de Caccamo, sans grand succès.
Durant trois ans, à partir de 1870, il est administrateur de l'hôpital civique dont il parvient à rééquilibrer les comptes tout en améliorant la qualité des soins.

### Maire de Palerme
Aux élections administratives de 1873, la coalition des libéraux de droite et de gauche obtient la majorité au conseil municipal pour trois ans face aux cléricaux et aux régionalistes. Grâce au soutien de Di Rudinì, Emanuele Notarbartolo di San Giovanni, qui a pris la tête de l'aile modérée, le chevalier devient maire de Palerme le 28 septembre 1873,  Il est choisi pour sa réputation éthique et ses qualités d'administrateur. Il reste en poste jusqu'au 30 septembre 1876.
Les clérico-régionalistes tentent d'obtenir un nouveau scrutin en démissionnant, mais n'obtiennent qu'une élection partielle le 15 mars 1874 qui affaiblit les régionalistes et la Jeune Démocratie, fraction de la gauche libérale qui s'inscrit dans la constitution de la Sinistra giovane. La majorité d'Emanuele Notarbartolo est renforcée.
A la tête de la municipalité, il modernise la ville, crée des places, construit des routes, élargit des rues. Le couvent de la Mercè et de plusieurs maisons sont démolies pour dégager la vue de l'église des Ermites de même que les deux monastères des Stigmates et de San Giuliano pour la construction du Teatro Massimo dont il pose la première pierre. Il prolonge la Via Libertà jusqu'à Villa Pajno, fait achever le marché degli Aragonesi, améliore le réseau d'alimentation en eau potable, lutte contre la corruption dans les marchés publics et aux douanes et accorde à l'architecte Giuseppe Damiani Almeyda la couverture du Teatro Politeama. L’État finance en parallèle la construction de la rocade ferroviaire entre la gare et le port qui a été creusé et dont le môle est portée à 653 mètres. La ville effectue également des travaux pour améliorer la desserte du môle par la via del Borgo et lui adjoindre un quai. De même, l’État puis la municipalité creuse le port de la Cala. 
Il apporte également une rigueur dans le suivi et le contrôle financier des comptes publics, mettant au jour une dette municipale importante.
En 1875, il fait voter les commémorations des Vêpres siciliennes prévues en 1882.
Mais peu à l'aise dans le rôle d'administrateur local, et alors que la gauche historique s'allie aux régionalistes de gauche pour prendre la présidence du Conseil des ministres d'Italie, il démissionne après avoir pris la tête de Banco di Sicilia, évitant une probable défaite politique.

### Directeur de Banco di Sicilia
Il est nommé directeur de Banco di Sicilia le 1er février 1876 par Marco Minghetti sur proposition du dernier préfet de Palerme nommé par la droite, Luigi Guerra, et le reste, malgré le changement de gouvernement à Rome, jusqu'en février 1890, et la dissolution par Crispi, de l'administration de la Banque de Sicile et de celle de Naples.

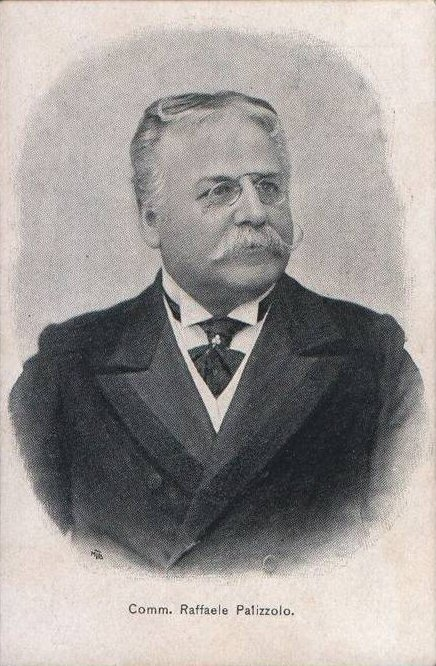
Raffaele Palizzolo, député et opposant régulier à Notarbartolo à Banco di Sicilia.

Administrateur honnête, il repousse des tentatives de spéciations au détriment de l'établissement de crédit, alors en difficulté, notamment à cause de la faillite de l'armateur palermitain Trinacria. En réponse à la crise économique qui frappe le Mezzogiorno et à la fragilisation des banques populaires agricoles, il réduit la capacité de crédit, se heurtant au pouvoir du conseil général de la banque, où siègent des représentants des provinces et des chambres de commerce, en particulier quand il refuse d'aider financièrement la Navigation générale italienne d'Ignazio Florio Jr. et Raffaele Rubattino, soutenue par Francesco Crispi. Il appuie même le projet du ministre Luigi Miceli, de créer une compagnie maritime anglo-italienne pour exporter plus facilement les produits du sud de l'Italie vers le Royaume-Uni, qui entrerait en concurrence avec les Florio. Connu pour être proche de la mafia, le député sicilien Rafaele Palizzolo attaque Notarbartolo, estimant que ses positions fragilisait l'économie méridionale au profit des entreprises du nord de l'Italie.
En avril 1882, Notarbartolo est enlevé par des hommes de main de la mafia. Sa famille paye une rançon pour sa libération. Cet avertissement ne modère pas l’intransigeance du banquier qui continue à s'opposer à certains membres de son conseil d'administration.
Fragilisé par l'abandon du projet de compagnie maritime anglo-italienne et par l'opposition de son conseil d'administration, qui obtient les lettres confidentielles échangées entre le directeur et le ministre Miceli, Notarbarloto est démis de ses fonctions par Crispi (en même temps que la direction de Banco di Napoli), ce qui permet à la NGI d'obtenir le soutien attendu de la Banco di Sicilia.
Il est remplacé par Luigi Nervo puis par le duc Giulio Benso della Verdura, proche de Crispi et actionnaire de la NGI, qui réalise des opérations irrégulières révélées en 1892, par une inspection du ministère de la Trésor commandée par le président du Conseil Giovanni Giolitti, et confiée au commissaire Gustavo Biagini à l'origine du scandale de la Banca Romana peu de temps avant. Le nom de Notarbartolo, probable inspirateur de cette enquête car tenu informé des agissements de ses successeurs par des agents qui lui sont restés fidèles, circule alors pour reprendre son poste en Sicile à la faveur d'une volonté de moralisation du secteur bancaire italien.

### Meurtre

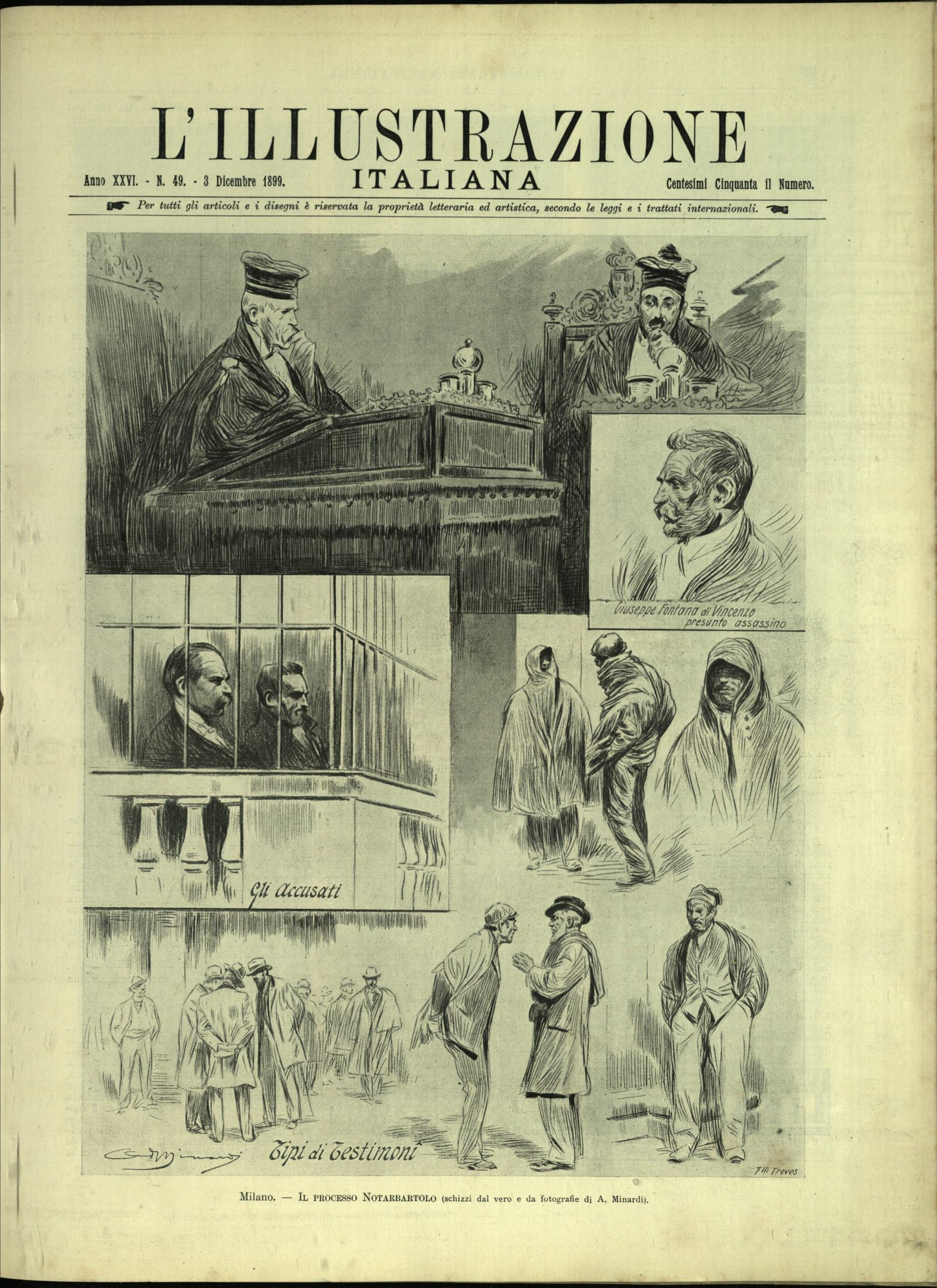
L'illustrazione italiana du 3 décembre 1899 : le procès des accusés Giuseppe Carollo et Pancrazio Garufi à Milan.

Alors qu'il revient de sa propriété de Cerda escorté par deux domestiques et deux gendarmes, deux mafieux de Villabate, Matteo Filippello et Giuseppe Fontana le tuent le 1er février 1893 dans le train reliant Termini à Palerme. Son corps, jeté hors de la voiture, est retrouvé le lendemain à la gare d'Altavilla. Malgré le vol de sa montre, d'une quarantaine de francs et d'un fusil, la culpabilité de la mafia fait peu de doute, même si l'assassinat est inédit par la cible (un haut dignitaire de l’État italien) et par la méthode (assassinat au couteau et dans un train).
Les assassins sont identifiés et la rumeur publique désigne le député Raffaele Palizzolo comme commanditaire mais l'enquête menée par l’inspecteur Di Blasi est bâclée avec l'assentiment du préfet de police de Palerme, Eugenio Ballabio. Deux cheminots et Fontana sont arrêtés mais bénéficient d'un non-lieu en février 1896 faute de preuves. 
Six ans après le meurtre, le procès des cheminots Giuseppe Carollo et Pancrazio Garufi pour complicité s'ouvre à Milan le 11 novembre 1899, mais le 16, le fils de la victime accuse à la barre le député Raffaele Palizzolo d'être le commanditaire et les autorités de le protéger, appuyé par l'inspecteur palermitain devenu questeur de Messine, Nestore Peruzy, et l'ancien questeur de Palerme nommé par la suite préfet d'Agrigente, Michele Lucchesi, qui confirment avoir soupçonné le député sans pouvoir triompher de ses puissantes protections.
L'audience devient une contre-enquête qui met en lumière les manquements des investigations de Di Blasi, proche du parlementaire, qui est finalement arrêté pour parjure. Il s'était lui-même porté candidat pour mener l'enquête qu'il avait noyé par de multiples pistes sans fondements. Les débats alimentent, sous les plumes entre autres de Napoleone Colajanni, Gaetano Mosca et Giuseppe de Felice, les interrogations sur l'ampleur de la corruption et l'amoralité de la sphère politique et administrative italienne.
L'affaire impose l'existence de la mafia sicilienne à l'opinion publique italienne et européenne. La famille Notarbartolo est suivie par des personnalités de premier plan, comme le ministre de la Justice Emanuele Gianturco, le marquis Antonio di Rudinì et le général Luigi Pelloux, mais aussi le roi Umberto Ier. Elle espère des avancées avec l'arrivée à la tête du gouvernement Di Rudinì et l'envoi de Giovanni Codronchi comme commissaire civil avec pleins pouvoirs. Mais ce dernier lie sur place une alliance politique avec Palizzolo. Elle parvient à se faire entendre lorsque Luigi Pelloux succède à Di Rudinì, et que l'avocat socialiste Giuseppe Marchesano commence à représenter la partie civile.
Le Parlement autorise en décembre 1899, l'arrestation du député. Le 17 décembre 1899 à Palerme, près de 30000 manifestants expriment leur soutien à la famille Notarbarloto. Le procès est suspendu en janvier 1900, mais le 20 décembre suivant, la Chambre des mises en accusation de Palerme émet une sentence de renvoi devant les assises de Fontana et de Palizzolo, considérant le premier comme l'instrument du second qui voulait faire disparaître les risques que soient découvertes ses actions illégales en faisant exécuter le banquier. En même temps, une autre enquête implique Palizzo dans l'assassinat d'un riche propriétaire, Francesco Miceli.
Palizzo lui est soutenu par le riche industriel Ignazio Florio Jr., grâce à qui le procureur général de Palerme, Vincenzo Cosenza, bloque les actions judiciaires demandées par le gouvernement, et qui convainc l'avocat de la famille Notarbarloto, Giuseppe Marchesano, d'abandonner la cause en échange d'un appui à son élection comme député.

Le général Mirri, ministre de la Guerre du gouvernement Pelloux qui a été proche de Palizzolo et de la mafia lorsqu'il a été directeur de la sécurité publique en Sicile et a témoigné pour la défense, doit démissionner.

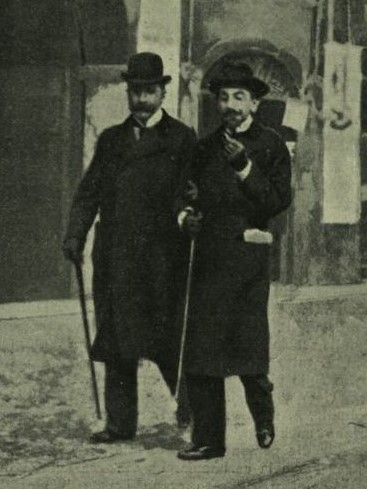
Le baron Alessandro Minneci et Leopoldo Notarbartolo, neveu et fils du banquier assassiné (1899).

Le procès reprend de septembre 1901 et août 1902 devant la cour d'assises de Bologne. Les dossiers d'accusation ont été escortés par la police et la gendarmerie depuis Palerme. 300 témoins sont cités à comparaitre par la défense, 145 témoins à charge sont appelés à témoigner, dont des policiers et des hauts fonctionnaires, des parlementaires, des ministres, des membres de l'aristocratie. Palizzolo et Fontana sont condamnés à trente ans de prison. A l'annonce du verdict, des tracts à Palerme appellent au deuil citoyen, des commerces baissent leurs rideaux, et un comité de défense, Pro-Sicilia, est créé sous l'impulsion d'Ignazio Florio Jr.. L'un de ses membres, le folkloriste Giuseppe Pitrè attaque le jugement en déclarant le 7 août dans les colonnes du Giornale di Sicilia, que la condamnation de Palizzolo et la dénonciation des agissements mafieux sont un dénigrement de la Sicile. Cette condamnation d'un député sicilien par des juges du Nord alimente ainsi le discours sicilianiste d'un sud économiquement sacrifié et politiquement méprisé par l'élite septentrionale que porte le comité Pro Sicilia, qui compte jusqu'à 200 000 adhérents. Selon Jacques de Saint Victor, Palizzolo bénéficie de la protection des Florio pour avoir couvert les malversations financières et juridiques en faveur de l'empire financier et industriel que le marquis Notarbartolo voulait dénoncer mais nombreux sont ceux, dans l'ombre, qui ont intérêt à ce que Palizzolo soit acquitté.
Le verdict de Bologne est finalement cassé pour vice de forme par la Cour de cassation puis, le 23 juillet 1904, la cour de Florence acquitte les accusés pour insuffisance de preuves. Palizzolo est accueilli en héros à Palerme. Les assassins s'exilent aux États-Unis, où ils deviennent les premiers membres d’une famille mafieuse de La Nouvelle Orléans.
Le crime est depuis resté impuni, illustrant les limites du droit commun pour sanctionner les crimes mafieux et surtout leurs commanditaires. Mais, la vérité laisse peu de doutes et la mobilisation politique et citoyenne autour de cet assassinat a porté la question de la mafia en Sicile au premier plan, poussant l’État italien, après avoir dû exiler les procès hors de Sicile, pour suspicion légitime, à nommer plus tard Ermanno Sangiorgi comme questeur de Palerme.

## Hommages
A Palerme, deux bustes sont réalisés en mémoire d'Emanuele Notarbartolo, l'un par Antonio Ugo exposé dans le hall de l'ancien bâtiment des finances de Corso Vittorio Emanuele (autrefois siège de la direction de Banco di Sicilia), l'autre, en marbre, par Mario Rutelli présent depuis 1893 dans la salle du conseil du Palazzo delle Aquile.